# ムロン・ド・ブルゴーニュ

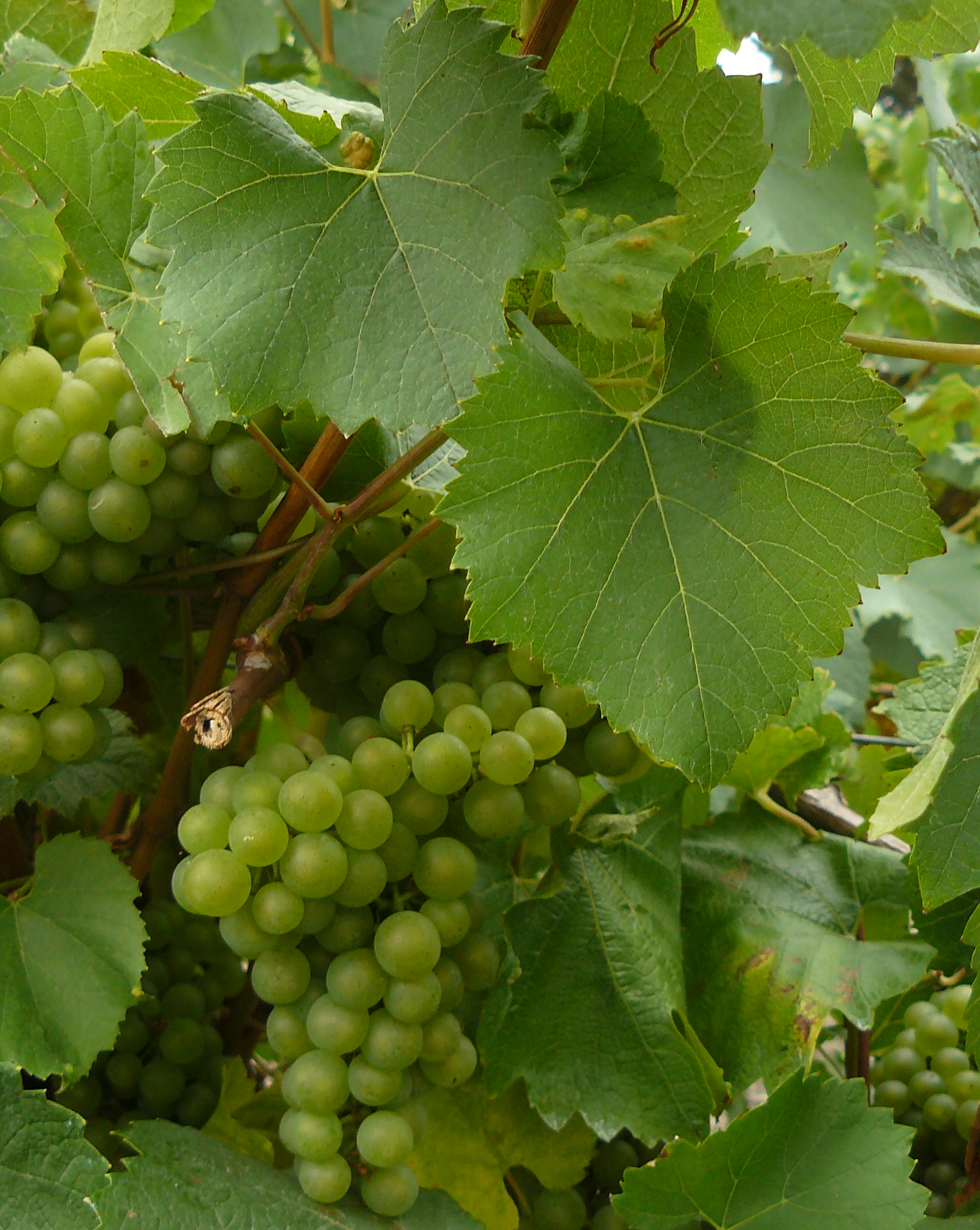
ムロン・ド・ブルゴーニュ

ムロン・ド・ブルゴーニュ（仏：Melon de Bourgogne）ないしはミュスカデ（仏：Muscadet）はフランス・ブルゴーニュ原産の白ワイン用ブドウ品種である。

## 歴史
原産地はブルゴーニュであり、ピノ・ノワールとグエ・ブランの交配によって産まれた。「ムロン」はマスクメロンを指し、ブルゴーニュ原産のマスクメロンのような香りのするブドウ、という意味合いである。17～18世紀ごろまではブルゴーニュで栽培されていたといわれている。現在栽培の中心となっているロワール川河口域は古来から貿易が盛んであり、1世紀にブドウが植えられて以降様々な品種が持ち込まれていたが、1709年に発生した凍害により寒さに弱い品種が全滅すると、耐寒性の高いミュスカデが栽培の中心になった。

## 栽培
冷涼で石灰質の豊富な土壌を好む。早熟で耐寒性が高いが、べと病や灰色カビ病には弱い。

## 生産地域
世界の栽培の9割がロワール川河口付近で占められている。わずかながらアメリカのオレゴン州でも栽培される。

### ロワール
大西洋に面した河口付近のペイ・ナンテ地区で多く栽培される。1936年には、フランスで最古のAOCとして認定された。AOCにはミュスカデ、ミュスカデ・セーヴル・エ・メーヌ、ミュスカデ・コトー・ド・ラ・ロワール、ミュスカデ・コトー・ド・グランリューの4つがあり、ミュスカデ・セーヴル・エ・メーヌが最大の生産量である。また、安価なワインというイメージからの脱却を図るため近年ではAOCの階層化が進められ、2011年にはクリュ・コミュノーと呼ばれる上位の区分が制定された。2023年現在では10のクリュが定められており、収量や樹齢などにより厳しい制約が課されている。

## ワインのスタイル

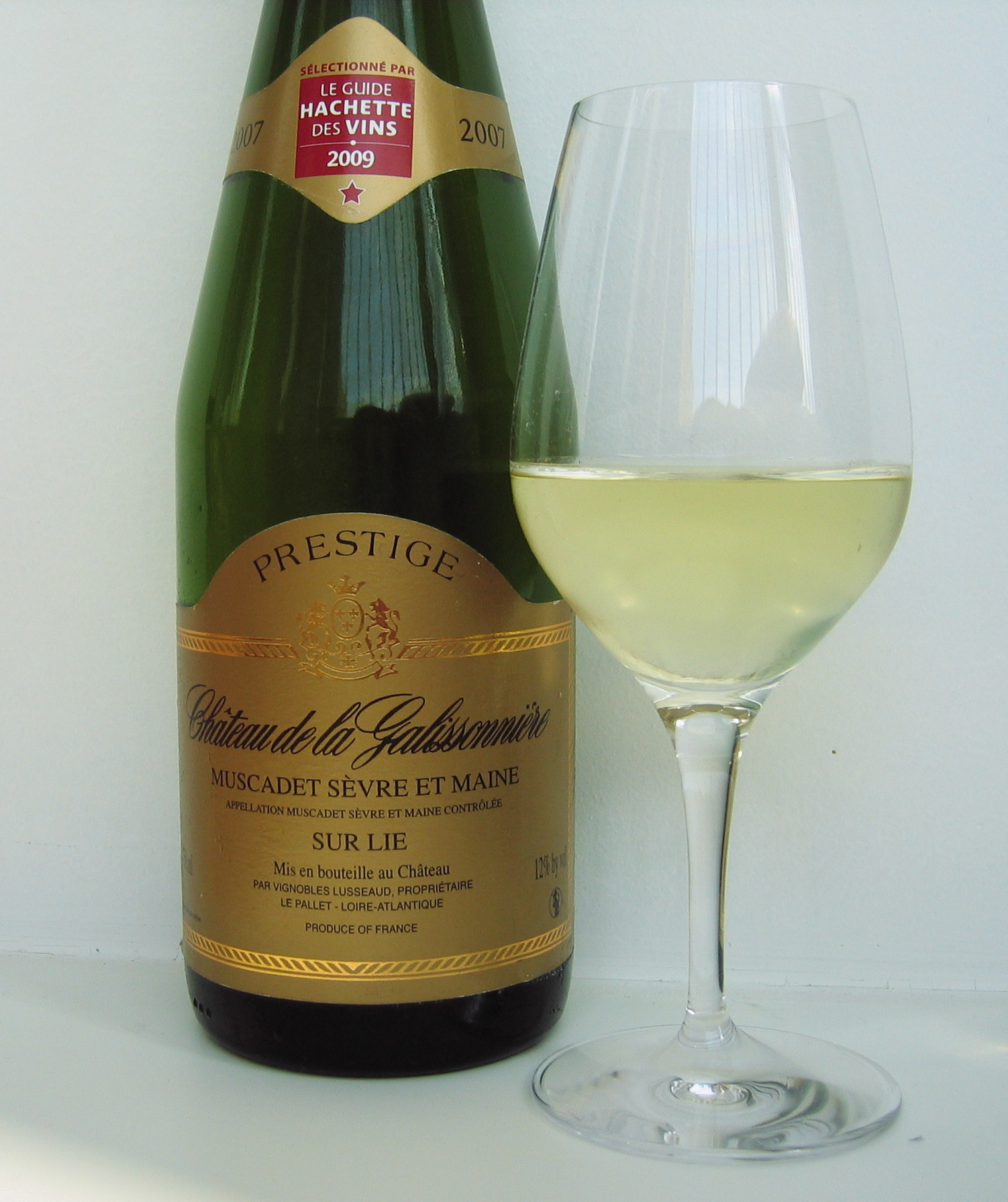
ミュスカデ・セーブル・エ・メーヌのワイン。ラベルにシュール・リーと明記されている。

特徴に乏しい品種であるため、シュール・リー（仏：sur lie、「澱の上」の意）と呼ばれる手法が多用される。シュール・リーは発酵を終えたワインの澱引きをせず、発酵槽に置いたまま翌年の4～5月頃まで放置する手法である。これにより、澱が自己分解することでアミノ酸が産まれるためワインに旨味が加わり、フレッシュさを保ったままワインの厚みと複雑さを増すことができる。ペイ・ナンテにおいては、シュール・リーと表記するためには、瓶詰めを収穫の翌年の3月1日から11月30日の間に行う必要がある。
柑橘の香りと爽やかな酸味を持った軽いワインに仕上がるため、牡蠣などの魚介類との相性が良い。シュール・リー製法を用いたものは旨味に富むため、出汁の効いた和食とも合わせることができる。価格は手頃なものが多い。